# Ramichloridium cerophilum
Ramichloridium cerophilum är en svampart som först beskrevs av Tubaki, och fick sitt nu gällande namn av de Hoog 1977. Ramichloridium cerophilum ingår i släktet Ramichloridium och familjen Mycosphaerellaceae.   Inga underarter finns listade i Catalogue of Life.